# Ханнавальд, Свен
Свен Ха́ннавальд (нем. Sven Hannawald, род. 9 ноября 1974 года, Штайнхайдель-Эрлабрунн, ГДР) — немецкий прыгун с трамплина, олимпийский чемпион, двукратный чемпион мира. До января 2018 года был единственным спортсменом, которому удавалось победить на всех этапах Турне четырёх трамплинов в одном сезоне.
Дебютировал в большом спорте 6 декабря 1992 года на этапе Кубка мира в Фалуне.

## Биография

### Детство и начало карьеры
Свен Ханнавальд родился в семье Реджины Похлер и Андреаса Ханнавальда 9 ноября 1974 года в Штайнхайдель-Эрлабрунне (Саксония), ГДР. С рождения Свен носил фамилию Похлер, пока родители примерно через год не поженились. С детства Ханнавальд занимался в секции лыжного двоеборья в клубе СК «Динамо» в Йохангеоргенштадте. В возрасте 12 лет его направили на обучение в спортивную лыжную школу СГ «Динамо», расположенную в Клингентале, чтобы заниматься по усиленной программе для одарённых спортсменов. Именно в это время и произошёл один из важнейших переломных моментов в жизни талантливого немца. Он стал замечать, что в соревнованиях по прыжкам с трамплина чаще всего побеждает с большим преимуществом, а в лыжных гонках неизменно оказывается в числе аутсайдеров. Это не нравилось ни ему, ни его тренерам — в итоге к 16 годам Ханнавальд занимался исключительно прыжками с трамплина.
После падения «Берлинской стены» Свен переехал с родителями в Йеттинген (коммуна неподалёку от Ульма), откуда его перевели в спортивный интернат в Фурвангене. Через год Ханнавальд окончил его, получив специальность «электрик», и завоевал бронзовую медаль в командных соревнованиях (трамплин К-80) на Юношеском чемпионате мира по лыжным видам спорта, проходившем в финском Вуокатти.

### Профессиональная карьера

#### Кубок мира 1992/1993
И если в юношеской сборной Германии успех следовал один за другим, то с основной сборной страны Ханнавальду никак не удавалось закрепиться. Он не всегда попадал в состав, часто пропуская старты в Кубке мира. Дебют молодого прыгуна в этом соревновании пришёлся на этап в шведском Фалуне, где он не попал даже в очки, заняв соответственно 50-е место в итоговом протоколе. Сезон продолжился ещё 4 этапами, лучшим из которых для Ханнавальда был этап в Гармиш-Партенкирхене (36-е место). По итогам спортивного года у Ханнавальда не набралось ни одного очка, и он не попал в итоговую классификацию Кубка мира.

#### Кубок мира 1993/1994
Сезон 1993/1994 начался для Ханнавальда в Планице, где он оказался на 33-м месте, совсем немного не допрыгнув до очков. Однако уже 30 декабря 1994 года он получил долгожданные 2 очка на этапе Кубка мира в Оберстдорфе. Однако эти очки так и остались единственным результативным стартом того сезона, который немец закончил на 90-м месте в итоговой классификации. В актив Ханнавальду можно отнести победу на этапе Континентального кубка в Планице.

#### Кубок мира 1994/1995
Этот сезон состоял для Ханнавальда всего из двух стартов в Кубке мира, которые пришлись на Энгельбергский этап. Однако оба раза Ханнавальд попал в очки, заняв соответственно 14-е и 23-е места. Это позволило ему с 26 очками занять 63-е место в итоговом протоколе важнейшего для него соревнования. В Континентальном кубке его выступления были более выразительными. По итогам сезона Ханнавальд завоевал 14-е место с 396 очками. В том же году Свен занял 4-е место на Чемпионате Германии по прыжкам с трамплина.

#### Кубок мира 1995/1996
Провальные выступления в Кубке мира продолжились и в сезоне 1995/1996. На этапах в Лиллехаммере, Шамони и Оберстдорфе Ханнавальд занял соответственно 32-е, 50-е и 36-е места. Такое провальное выступление не принесло ему ни одного очка. В Континентальном кубке он показывал стабильные прыжки, однако и здесь его 394 очка не позволили подняться выше 14-го места. На Чемпионате Германии по прыжкам с трамплина Ханнавальд вновь был четвёртым.

#### Кубок мира 1996/1997
В сезоне 1996/1997 Свен Ханнавальд стартовал в Кубке мира десять раз. Лучшие выступления пришлись на Оберстдорф (12-е место) и Энгельберг (21-е место). В итоге Ханнавальд набрал 40 очков и занял 59-е место в итоговой классификации Кубка мира. Редкие старты в Континентальном кубке все равно позволили немцу получить 105 очков и занять 95-е место. Однако такие результаты не устраивали Федерацию лыжного спорта Германии; спортивные чиновники[кто?] даже называли Ханнавальда «вечным талантом» из-за его плохой адаптации на высоком уровне. Дошло даже до того, что Ханнавальда хотели вычеркнуть из списка основной сборной страны, лишив тем самым его финансовой поддержки, как со своей стороны, так и со стороны спонсоров. Так бы и произошло, однако за спортсмена заступились главные тренеры команды — Райнхард Хесс и Вольфганг Штайерт.

#### Кубок мира 1997/1998
Ханнавальд оправдал надежды своих наставников — он 14 раз попал десятку на этапах Кубка мира, 7 раз поднимался на подиум и наконец победил: первая победа пришлась на этап в Бишофсхофене, а вторая — на этап в Оберстдорфе. Набрав 953 очка, Ханнавальд занял 6-е место в Кубке мира 1997/1998. На Чемпионате мира по полётам на лыжах, проходившем в Оберстдорфе 25 января, Ханнавальд завоевал серебро, уступив 6,5 баллов Кадзуёси Фунаки.
Результаты спортсмена не оставили сомнений у тренеров, и они взяли его в основной состав на Олимпийские игры в Нагано. В индивидуальных прыжках на Олимпиаде Ханнавальд занял 14-е место на трамплине К-90 и 48-е на К-120. В командных соревнованиях сборная Германии в составе Свена Ханнавальда, Мартина Шмитта, Дитера Томы и Хансйорга Якле завоевала серебряную медаль, уступив команде Японии. В конце сезона Свен Ханнавальд к своим наградам добавил золото Чемпионата Германии по прыжкам с трамплина, проходившего в Хинтерзартене, где он обошёл своих коллег по сборной Дитера Тому и Мартина Шмитта.

#### Кубок мира 1998/1999
В сезоне 1998/1999 Свен Ханнавальд продолжил успешные выступления. За весь год он всего два раза не попал в двадцатку сильнейших — это случилось в Гаррахове (21 место) и Оберстдорфе (22 место). Частые попадания в десятку на этапах Кубка мира, а также четыре подиума Ханнавальда позволили 24-летнему прыгуну прочно войти в элиту мировых прыжков с трамплина. Он вновь занял 6-е место в итоговом протоколе, на этот раз с 896 очками.
В том же сезоне прошёл первый для Ханнавальда Чемпионат мира по лыжным видам спорта в Рамзау (Австрия), на котором он завоевал не только золото в командных соревнованиях, но и серебро в индивидуальных соревнованиях на большом трамплине.
Он защитил своё звание чемпиона Германии по прыжкам с трамплина в Клингентале, а затем занял 1-е и 3-е места на этапах Гран-При в Хакубе и Куупио (командные соревнования).

#### Кубок мира 1999/2000
Спортивный сезон 1999/2000 Свена Ханнавальд начал не очень удачно. На первых пяти этапах его лучшей позицией было 10-е место в Валь-ди-Фьемме. Однако уже на Турне четырёх трамплинов он занимал куда лучшие места: Оберстдорф — 4-е, Гармиш-Партенкирхен — 4-е, Иннсбрук — 7-е, Бишофсхофен — 4-е. А в Энгельберге, ровно через 3 дня, он поднялся на пьедестал почёта, завоевав серебро. Оставшуюся часть сезона Ханнавальд провёл на высоком уровне, часто занимая призовые позиции, и выиграв четыре последних этапа Кубка мира. В итоге с 1065 очками он занял 4-е место.
Общий зачет Кубка мира по прыжкам с трамплина 1999/2000
Мартин Шмитт — 1833 очка
Андреас Видхольцль — 1452 очка
Янне Ахонен — 1437 очков
Свен Ханнавальд — 1065 очков
Андреас Гольдбергер — 1034 очка
В том же 2000 году Свен Ханнавальд завоевал золото Чемпионата мира по полётам на лыжах, проходившем в норвежском Викерсунде, опередив своих главных конкурентов Андреса Видхёльцля и Янне Ахонена на 14 и 52 очка соответственно.

#### Кубок мира 2000/2001
Выступления на Кубке мира 2000/2001 Свен Ханнавальд никак не может занести себе в актив. Виной этому послужили небольшие, однако частые травмы, преследовавшие спортсмена на протяжении всего сезона. Он всего 1 раз поднялся на подиум, завоевав серебряную медаль — это случилось на самом первом этапе сезона в Куопио. Далее шли пятые места в Оберстдорфе и Гармиш-Партенкирхене, четвёртые места в Виллингене и Гаррахове, а также 11 место в Саппоро. По итогам сезона Свен набрал 462 очка и занял непривычное для себя 9 место в итоговой классификации.
Он мог занять место в Кубке мира и получше, однако довольно долго готовился к Чемпионату мира по лыжным видам спорта, который проходил в Лахти с 19 по 25 февраля 2001 года. Как оказалось, готовился не зря: если в личном первенстве он довольствовался скромными 6 (трамплин К-116) и 36 местами (трамплин К-90), то в командных соревнованиях он завоевал бронзовую и золотую медали на большом и нормальном трамплинах соответственно.

#### Кубок мира 2001/2002
В сезоне 2001/2002 Ханнавальд лишь два раза не попал в десятку лучших спортсменов (Куопио — 14-е место, Энгельберг — 15-е место), 17 раз поднимался на пьедестал почета, из них 8 раз победив на этапах Кубка мира. Пик формы Ханнавальда пришёлся на Турне четырёх трамплинов, в котором он победил, выиграв все четыре этапа, что ранее не удавалось ни одному из спортсменов.
Результаты Турне четырёх трамплинов в сезоне 2001—2002 гг.:
Оберстдорф
| Место | Спортсмен        | Страна    | Прыжок 1 | Прыжок 2 | Итоговые очки |
| ----- | ---------------- | --------- | -------- | -------- | ------------- |
| 1     | Свен Ханнавальд  | Германия  | 122 м    | 122 м    | 260,2         |
| 2     | Мартин Холльварт | Австрия   | 115 м    | 129 м    | 252,2         |
| 3     | Симон Амманн     | Швейцария | 119 м    | 120 м    | 248,7         |

Гармиш-Партенкирхен
| Место | Спортсмен          | Страна   | Прыжок 1 | Прыжок 2 | Итоговые очки |
| ----- | ------------------ | -------- | -------- | -------- | ------------- |
| 1     | Свен Ханнавальд    | Германия | 122,5 м  | 125 м    | 264,5         |
| 2     | Андреас Видхольцль | Австрия  | 122 м    | 124 м    | 262,8         |
| 3     | Адам Малыш         | Польша   | 121,5 м  | 122,5 м  | 259,7         |

Иннсбрук
| Место | Спортсмен        | Страна   | Прыжок 1 | Прыжок 2 | Итоговые очки |
| ----- | ---------------- | -------- | -------- | -------- | ------------- |
| 1     | Свен Ханнавальд  | Германия | 134,5 м  | 128 м    | 270,0         |
| 2     | Адам Малыш       | Польша   | 124 м    | 123,5 м  | 247,0         |
| 3     | Мартин Холльварт | Австрия  | 126,5 м  | 120,5 м  | 244,1         |

Бишофсхофен
| Место | Спортсмен        | Страна    | Прыжок 1 | Прыжок 2 | Итоговые очки |
| ----- | ---------------- | --------- | -------- | -------- | ------------- |
| 1     | Свен Ханнавальд  | Германия  | 139 м    | 131,5 м  | 282,9         |
| 2     | Матти Хаутамяки  | Финляндия | 134 м    | 131,5 м  | 280,4         |
| 3     | Мартин Холльварт | Австрия   | 129,5 м  | 132 м    | 274,2         |

По итогам Турне у Свена 1077,6 очка и почетное первое место.
Олимпиада в Солт-Лейк-Сити прошла для Ханнавальда не менее продуктивно. Обидное падение не позволило ему побороться с Симоном Амманном за золото на большом трамплине; у немца всего лишь обидное 4 место. А на нормальном трамплине швейцарец был просто неудержим и оставил Свена всего лишь с серебряной индивидуальной олимпийской медалью. Однако в командных соревнованиях немцы завоевали золото, обойдя команду Финляндии на 0,1 очка.
Сразу же после Олимпиады Ханнавальд защитил звание чемпиона мира по полётам на лыжах, завоевав вторую золотую медаль таких чемпионатов.
Однако, несмотря на все эти победы, в Кубке мира Свен Ханнавальд уступил Адаму Малышу.
Общий зачет Кубка мира по прыжкам с трамплина 2001/2002:
1. Адам Малыш — 1475 очков.
2. Свен Ханнавальд — 1259 очков.
3. Матти Хаутамяки — 1048 очков.
4. Андреас Видхольцль — 874 очка.
5. Мартин Шмитт — 795 очка.

#### Кубок мира 2002/2003
Осенью 2002 года Свену Ханнавальду сделали операцию на колене, в результате чего он пропустил начало сезона, а в первых своих стартах показывал неудачные результаты. Однако уже в Энгельберге к нему вернулись былая мощь и стабильность — начиная с этого этапа, он всего 3 раза не попал в десятку сильнейших, 6 раз победил (Энгельберг, Оберстдорф, Закопане — 2 раза, Тауплиц и Виллинген) и 6 раз поднимался на подиум. По результатам Турне четырёх трамплинов он не смог повторить результаты предыдущего года и оказался вторым, уступив чуть больше 20 баллов Янне Ахонену. В итоговом протоколе по итогам Кубка мира Свен Ханнавальд вновь стал вторым, уступив Адаму Малышу 122 балла.
Чемпионат мира по лыжным видам спорта стал для Ханнавальда полным провалом: 7-е место на большом трамплине, 24-е место на нормальном трамплине и 4-е место в командном первенстве.

#### Кубок мира 2003/2004

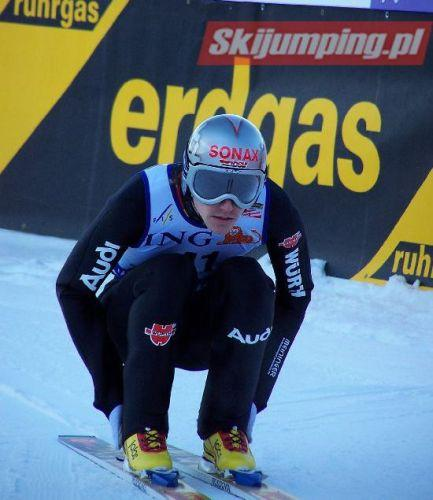
Sven Hannawald (2004)

Лучшими стартами сезона 2003/2004 стали Энгельберг, Куусамо и Тронхейм, где Ханнавальд занял соответственно 5-е, 5-е и 4-е места. Последним этапом Кубка мира для Ханнавальда стал этап в Солт-Лейк-Сити, где он занял 47-е место. После этого он досрочно завершил выступления, сославшись на проблемы с желудком. Проходивший в 2004 году в Планице Чемпионат мира по полётам на лыжах принес спортсмену одни разочарования: 17 место в личном первенстве и 4 место в командном. По итогам Кубка мира он набрал 253 очка и занял 24-е место.

#### Кубок мира 2004/2005
В сезоне 2004/2005 Свен Ханнавальд так и не начал выступать. А 3 августа 2005 года он объявил, что уходит из большого спорта.